# Маятас (Жамбылская область)
Маятас (каз. Маятас, до 199? г. — Карла Маркса) — аул в Сарысуском районе Жамбылской области Казахстана. Входит в состав Жайылминского аульного округа. Код КАТО — 316035700.

## Население
В 1999 году население аула составляло 407 человек (211 мужчин и 196 женщин). По данным переписи 2009 года, в ауле проживало 419 человек (219 мужчин и 200 женщин).